# 埃及第二十九王朝
埃及第二十九王朝是古埃及历史上的一个王朝，其统治者为埃及本土人。第二十九王朝与第二十六王朝、第二十七王朝、第二十八王朝、第三十王朝和第三十一王朝统称古埃及晚期。
第二十九王朝的建立者是来自门德斯的尼斐利提斯一世。根据布鲁克林博物馆收藏的一份莎草纸文献记载，尼斐利提斯一世在一次战役中将第二十八王朝的法老阿米尔塔尼乌斯击败，随后带往孟斐斯处死。尼斐利提斯一世将王朝的首都确定在了门德斯。
尼斐利提斯一世死后，两大敌对势力争夺王位：一位是他的儿子穆提斯，另一位是篡位者普撒穆提斯。虽然普撒穆提斯成功夺位，但他仅仅统治了一年，就被自称是尼斐利提斯一世孙子的哈科尔推翻。哈科尔在位期间，在雅典的帮助下击退了波斯的入侵。
哈科尔死后，其子尼斐利提斯二世年幼，不久就被将军内克塔内布一世篡位，建立第三十王朝。

## 法老列表
| 名字           | 在位              |
| -------------- | ----------------- |
| 尼斐利提斯一世 | 前398年 - 前393年 |
| 普撒穆提斯     | 前393年           |
| 哈科尔         | 前393年 - 前380年 |
| 尼斐利提斯二世 | 前380年           |